# Linda Laura Sabbadini

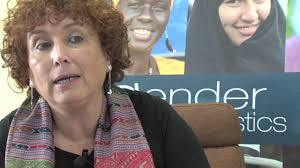
Linda Laura Sabbadini 2018

Linda Laura Sabbadini (geboren 5. Mai 1956 in Rom) ist eine italienische Statistikerin, die international bekannt wurde als Pionierin für italienische und europäische Statistiken im Rahmen von Gender Studies, die auch bei den Vereinten Nationen ihren Niederschlag fanden. Ihre innovative Rolle im nationalen und internationalen Bereich wurde vom Staatspräsidenten Carlo Azeglio Ciampi am 8. März 2006 durch die Verleihung des Komturkreuzes des  Verdienstordens der Italienischen Republik gewürdigt. Sabbadini war Mitglied zahlreicher hochrangiger Gruppen bei der UNO und der Europäischen Kommission im Bereich der Sozial- und Geschlechterstatistik. Sie ist Autorin zahlreicher wissenschaftlicher Veröffentlichungen und Monographien und war viele Jahre lang Expertin unter anderem der Nationalen Gleichstellungs-  und der Armutskommission.

## Berufliche Karriere

### Instituto Nazionale di Statistica
Sabbadini arbeitete seit 1983 am Istituto Nazionale di Statistica (ISTAT) in Rom. In der 1985 veröffentlichten ISTAT-Studie zeigte Sabbadini den Wert der Frauenarbeit in der Familie auf, und leitete ab 1990 den Erneuerungsprozess der Sozial-, Gender- und Umweltstatistiken des ISTAT, indem sie den Unsichtbaren Sichtbarkeit verlieh: Frauen, Kindern, älteren Menschen, Behinderten, Armen, Obdachlosen und Homosexuellen. Sie machte in den amtlichen Statistiken auch Phänomene wie Gewalt gegen Frauen, Diskriminierung aufgrund der sexuellen Ausrichtung, Armut, Mobbing und Korruption sichtbar. Sie war verantwortlich für zahlreiche ISTAT-Forschungsprojekte in Zusammenarbeit mit italienischen Universitäten und Forschungsinstituten im Bereich der Sozial- und Geschlechteranalyse und der Umfragemethodik. Sie führte ein System von Multiscope-Sozialerhebungen ein und sorgte für die Erfassung der sozialen Mobilität im Zeitverlauf.
Später erarbeitete Sabbadini Berichte wie „Fair and Sustainable Welfare“, um eine integrierte Sicht auf die Entwicklung eines Landes in Bezug auf Wirtschaft, Gesellschaft und Umwelt darzustellen.
Die Statistikerin und Wissenschaftlerin für soziale Veränderungen, übernahm im Jahr 2000 das Amt der Zentraldirektorin des Nationalen Instituts für Statistik und seit 2011 das Amt der Direktorin der Abteilung für Sozial- und Umweltstatistiken, das sie bis zur Umstrukturierung des Instituts im April 2016 innehatte, bei der ihre Stelle gestrichen und sie in die Rolle einer Wissenschaftlerin versetzt wurde. Diese Entscheidung des ISTAT löste einen beispiellosen Aufschrei aus, weil eine Person, die „zu den 100 italienischen Exzellenzen“ gehört, von der Spitze des Instituts verdrängt wurde. Sie arbeitet am ISTAT fortan als Wissenschaftlerin weiter und nahm internationale Aufgaben wahr.

## Nationale Bedeutung
Sie verband ihre wissenschaftliche Tätigkeit stets mit einer intensiven Zusammenarbeit mit Verbänden und Nichtregierungsorganisationen (NGOs).
Von 2003 bis 2009 war sie Mitglied der Untersuchungskommission zur sozialen Ausgrenzung (Commissione di Indagine sull’Esclusione Sociale, CIES), die vom italienischen Ministerium für Arbeit und Sozialpolitik eingesetzt wurde.
Sie nahm als Sachverständige an der Nationalen Gleichstellungskommission teil und war Mitglied der italienischen Armutskommission. Sie ist Mitglied des wissenschaftlichen Beirats des parlamentarischen Haushaltsausschusses (Ufficio parlamentare di bilancio, UPB). Im Jahr 2020 wurde sie von Ministerpräsident Giuseppe Conte in den von Victorio Colao koordinierten Sachverständigenausschuss zur Bekämpfung der COVID-19-Pandemie und ihrer Folgen berufen.

### Armut und soziale Ausgrenzung
Unter Sabadinis Leitung wurde das Instrumentarium der Ungleichheits- und Armutsmessung erheblich erweitert und bereichert, so dass nun eine eingehende Analyse der Dynamik der sozialen Ungleichheit in Italien möglich war. Zwischen 2009 und 2010 war sie Mitglied der Kommission für die Überarbeitung der Methodik zur Schätzung der absoluten Armut, die beim ISTAT eingerichtet wurde und die eine innovative Methodik auch auf internationaler Ebene vorschlug.
Auch wurde die methodische Umstrukturierung der Erhebung über die Verbrauchsausgaben durchgeführt, wodurch sich die Qualität der Armutsschätzungen deutlich verbesserte, und es wurde eine neue Methodik zur Schätzung der Obdachlosigkeit entwickelt, an der auch die Verbände beteiligt waren, die am meisten mit der obdachlosen Bevölkerung in Kontakt stehen.

### Faires und nachhaltiges Wohlergehen
Sabadini leitete die Entwicklung und Umsetzung der Indikatoren für faires und nachhaltiges Wohlergehen, bei denen Italien auf internationaler Ebene eine führende Rolle spielte.
Mit Maria Teresa Salvemini koordinierte sie den CNEL-ISTAT-Lenkungsausschuss für die Definition des Fortschritts und des Wohlstands der italienischen Gesellschaft, in dem Mitglieder der Zivilgesellschaft vertreten waren. Gemeinsam mit dem Präsidenten von ISTAT koordinierte sie die Commissione scientifica per la misura del Benessere (Wissenschaftliche Kommission für die Messung des Wohlbefindens).
Bis 2015 war sie Herausgeberin des Fair and Sustainable Welfare Reports und verfasste wissenschaftliche Publikationen zum Thema Wohlfahrt auf nationaler und internationaler Ebene.
Sie war Mitglied der Friends of the Chair der Vereinten Nationen für umfassendere Messungen des Fortschritts bei den Indikatoren für nachhaltige Entwicklung, dem auch die Präsidenten der nationalen statistischen Ämter angehörten, um die führende Rolle Italiens bei der Messung des Wohlstands zu würdigen.

### Geschlechtsspezifischer Ansatz
Der geschlechtsspezifische Ansatz wurde stets mit der Messung der Lebensqualität kombiniert, indem zahlreiche Umfragen zu allen Aspekten des sozialen Lebens durchgeführt wurden, um Informationen über das Verhalten, die Erwartungen und die Gefühle der Italiener zu sammeln.
Unter Sabbadinis Leitung wurden Maßnahmen zur männlichen Fruchtbarkeit, zur sexuellen Erpressung am Arbeitsplatz, zum Verzicht und zur Diskriminierung von Frauen, zu den Schwierigkeiten im Leben, zu den Formen des experimentellen Familienlebens und zu den Ursachen von Entfremdungen definiert.
Sie veröffentlichte zahlreiche wissenschaftliche Artikel und Monographien über die verschiedenen Dimensionen des sozialen Lebens und überwand dabei den „geschlechtsblinden“ Ansatz, der die amtliche Statistik bis in die 1980er Jahre geprägt hatte.
Sie hat mit der Nationalen Kommission für Chancengleichheit und den Ministerien für Chancengleichheit zusammengearbeitet, war Mitglied der Interministeriellen Kommission für die Unterstützung der Opfer von Menschenhandel, Gewalt und schwerer Ausbeutung, der Interministeriellen Kommission gegen Genitalverstümmelung, die beim Ministerium für Rechte und Chancengleichheit eingerichtet wurde.
Unter der Regierung Letta war sie Koordinatorin der Gruppe für das Integrierte Datensystem zur Gewalt gegen Frauen im Rahmen der Regierungsarbeitsgruppe zur Gewalt gegen Frauen.

## Internationale Bedeutung
Sabbadini leitete den Prozess der Entwicklung von Indikatoren für ein gerechtes und nachhaltiges Wohlergehen, die über das BIP auf nationaler Ebene hinausgehen, und trug mit ihrer Arbeit auch auf internationaler Ebene bei wissenschaftlichen Konferenzen der UNO, von Eurostat und der OECD bei.
Als Pionierin auf dem Gebiet der Geschlechterstatistiken nahm sie 1995 an der Weltfrauenkonferenz in Peking teil und gab den Band Tempi Diversi (Andere Zeiten) heraus, der in vier Sprachen übersetzt und während der Konferenz verteilt wurde. Er befasst sich mit der Organisation der Lebenszeit von Männern und Frauen in Italien und zum ersten Mal mit einer Messung des Umfangs der unbezahlten Arbeit enthält. Teilnehmer der UN-Weltfrauenkonferenz in Peking betonten, wie wichtig solche statistischen Studien für die Frauenforschung sind.
Als Mitglied der Regierungsdelegation für den Bereich Statistik nahm sie mehrfach an der UN-Kommission für die Rechtsstellung der Frau teil. Sie ist Mitglied hochrangiger UN-Gruppen für geschlechtsspezifische Statistiken und insbesondere seit 2007 Mitglied der UN Interagency and expert group on gender statistics. Sie nahm 2017 am G7 Women's Starting from girls. Women Forum über Ungleichheit und nachhaltiges Wachstum teil und redigierte den statistischen Teil des G7-Gipfels 2017 in Taormina.
Sie wurde 2020 Vorsitzende der Women20, einer G20-Engagementgruppe.
Sie nahm im Namen Italiens an den Sitzungen der Direktoren für Sozialstatistik von Eurostat teil und war Mitglied der Hauptkoordinierungsgruppe der Direktoren für Sozialstatistik von Eurostat, der Gruppe für strategische Entwicklung. Sie war Mitglied der Lenkungsgruppe für Sozialstatistiken der UNECE-Direktoren für Sozialstatistiken und Mitglied strategischer Arbeitsgruppen der Eurostat-Direktoren für Sozialstatistiken, darunter Modernisierung der Sozialstatistiken, Mainstreaming der Migrationsstatistiken und multidimensionale Messungen der Lebensqualität.
Sabbadini war Mitglied des INEGI-UNODC-Beratungsausschusses des UN Centre of Excellence on Crime Statistics mit Sitz in Mexiko.
Sie leitete die italienische Delegation auf der von der Internationalen Arbeitsorganisation (ILO) in Genf veranstalteten internationalen Konferenz der Arbeitsstatistiker.

## Autorin
Seit 2016 ist sie Kolumnistin bei der Tageszeitung La Stampa und veröffentlicht dort Beiträge über soziale, geschlechtsspezifische, Generationen betreffende und territoriale Ungleichheiten. Seit dem 27. April 2020 ist sie Kolumnistin der Tageszeitung La Repubblica.
Seit 2018 trägt sie zu den Buchveröffentlichungen der feministischen Journalistinnen- und Schriftstellerinnen-Organisation Controparola bei.

## Preise und Ehrungen
- 2006: Komturkreuz des Verdienstordens der Italienischen  Republik[1]
- 2012: Premio speciale Progetto Donne e Futuro für die Bereitstellung von Statistiken über die Geschlechterverhältnisse und die Aufklärung über die tatsächliche soziale Situation in Italien[23]
- 2013: Premio Internazionale „Casato Prime Donne“[24]
- 2015: Aufnahme in den Kreis der 100 italienischen Exzellenzen[25]
- 2021: Amelia, Auszeichnung des Zonta-Clubs Genua[26]
- 2021: Mitglied des Auswahlkomitees für die 100 italienischen Exzellenzen[27]

## Veröffentlichungen (Auswahl)
Sabbadini ist Autorin von über 100 wissenschaftlichen Artikeln. Hier werden einige wenige Artikel aufgelistet.
- Mit Rina Camporese, Cristina Freguja: Time Use by Gender and Quality of Life. In: Social indicators research. Band 44, Nr. 1, Mai 1998, S. 119–144, doi:10.1023/A:1006844815544 (englisch).
- Le persone senza dimora. ISTAT, 2012 (PDF) (italienisch).
- Mit Filomena Maggino: Quality of Life in Italian Official Surveys. In: Social indicators research. 26. Oktober 2017, S. 1–13, doi:10.1007/s11205-017-1766-2 (englisch).
- Libera e all’avanguardia: Carla Accardi. In: Controparola (Hrsg.): Donne nel Sessantotto. Il Mulino, Bologna 2018, ISBN 978-88-15-27824-1 (italienisch).
- Ripensare la vita attraverso la musica: Silvia Colasanti. In: Controparola (Hrsg.): Donne al futuro. Il Mulino, Bologna 2021, ISBN 978-88-15-29121-9, S. 93–102 (italienisch, Erstausgabe:  2020).